# Matt Hemingway
Matt Hemingway (ur. 24 października 1972 w Los Angeles) – amerykański lekkoatleta, który specjalizował się w skoku wzwyż.
W 2002 roku wystąpił w finale Grand Prix IAAF zajmując siódme miejsce. W kolejnym sezonie był dwunasty na mistrzostwach świata. Największy sukces w karierze osiągnął w 2004 roku kiedy to zdobył wicemistrzostwo olimpijskie. Podczas mistrzostw świata w Helsinkach w 2005 był jedenasty.
Zdobywca medali mistrzostw Stanów Zjednoczonych. Rekordy życiowe w skoku wzwyż: stadion – 2,34 (10 maja 2003, Modesto & 22 sierpnia 2004, Ateny); hala – 2,38 (4 marca 2000, Atlanta).

## Osiągnięcia
| Rok  | Impreza                             | Miejsce  | Pozycja     | Wynik |
| ---- | ----------------------------------- | -------- | ----------- | ----- |
| 2002 | Finał Grand Prix IAAF               | Paryż    | 7. miejsce  | 2,25  |
| 2003 | Mistrzostwa świata                  | Paryż    | 12. miejsce | 2,25  |
| 2003 | Światowy finał lekkoatletyczny IAAF | Monako   | 8. miejsce  | 2,23  |
| 2004 | Igrzyska olimpijskie                | Ateny    | 2. miejsce  | 2,34  |
| 2004 | Światowy finał lekkoatletyczny IAAF | Monako   | 6. miejsce  | 2,23  |
| 2005 | Mistrzostwa świata                  | Helsinki | 11. miejsce | 2,20  |